# Semillas que el mar arrastra
Pour plus de détails, voir Fiche technique et Distribution.
Semillas que el mar arrastra est un film documentaire hispano-sénégalais réalisé en 2008.

## Synopsis
Graines que la mer emporte retrace la vie des enfants immigrants qui, à travers une dure traversée en pirogue, partent des côtes africaines pour arriver aux îles Canaries (Espagne) en rêvant de la terre promise. Ces mineurs vivent dans des centres aux Canaries entre la désillusion et l'espoir d’une vie meilleure. Ce film documentaire donne une voix au drame que vivent ces petits qui risquent leur vie pour essayer d’embrasser un rêve.

## Fiche technique
- Réalisation : El Hadji Samba Sarr
- Production : Tinglado Film, Caja Canarias, Ebène Productions
- Scénario : El Hadji Samba Sarr
- Image : El Hadji Samba Sarr
- Montage : El Hadji Samba Sarr
- Son : Angel Fraguela, Hamady Sarr
- Musique : Mamadou Sène, Yuma
- Interprètes : Mamadu Gueye, Vieux Lelou, Odiane Macisse, Youssufa Coly, Saliou Thiam, Moussa Diallo, Medoune Cisse

## Récompenses
- Festival Image & Vie 2007